# Abrasió (geologia)

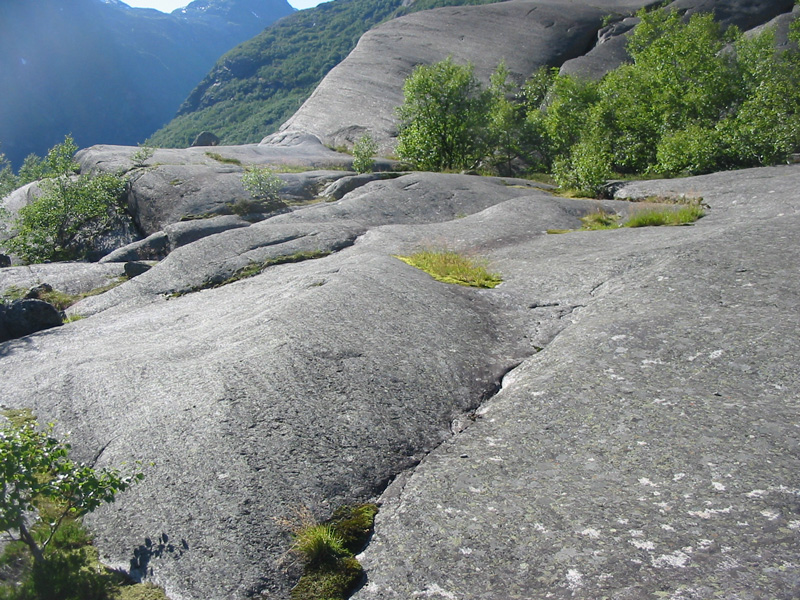
Abrasió glacial en roques a Noruega prop de la glacera Jostedalsbreen.

L'abrasió en geologia és el gratat mecànic d'una superfície de roca per la fricció entre les roques i les partícules en moviment durant el seu transport a càrrec del vent, una glacera, les onades, la gravetat, les aigües en moviment ràpid o l'erosió. Després de la fricció, el moviment de les partícules trenquen i debiliten els residus des del costat de la roca. Aquestes partícules poden quedar dissoltes en l'aigua.
La intensitat de l'abrasió depèn de la duresa, la concentració.la velocitat i la massa de les partícules en moviment.

## Plataforma d'abrasió
Les plataformes d'abrasió són plataformes litorals on l'acció abrasiva de les onades és un procés prominent. Consisteix en l'erosió continuada que arriba a formar la base d'un penya-segat degut al moviment de les onades.